# Santi di Tito
Santi di Tito (Florence, 5 décembre 1536 - Florence, 25 juillet 1603) est un peintre maniériste italien de l'école florentine.

## Biographie

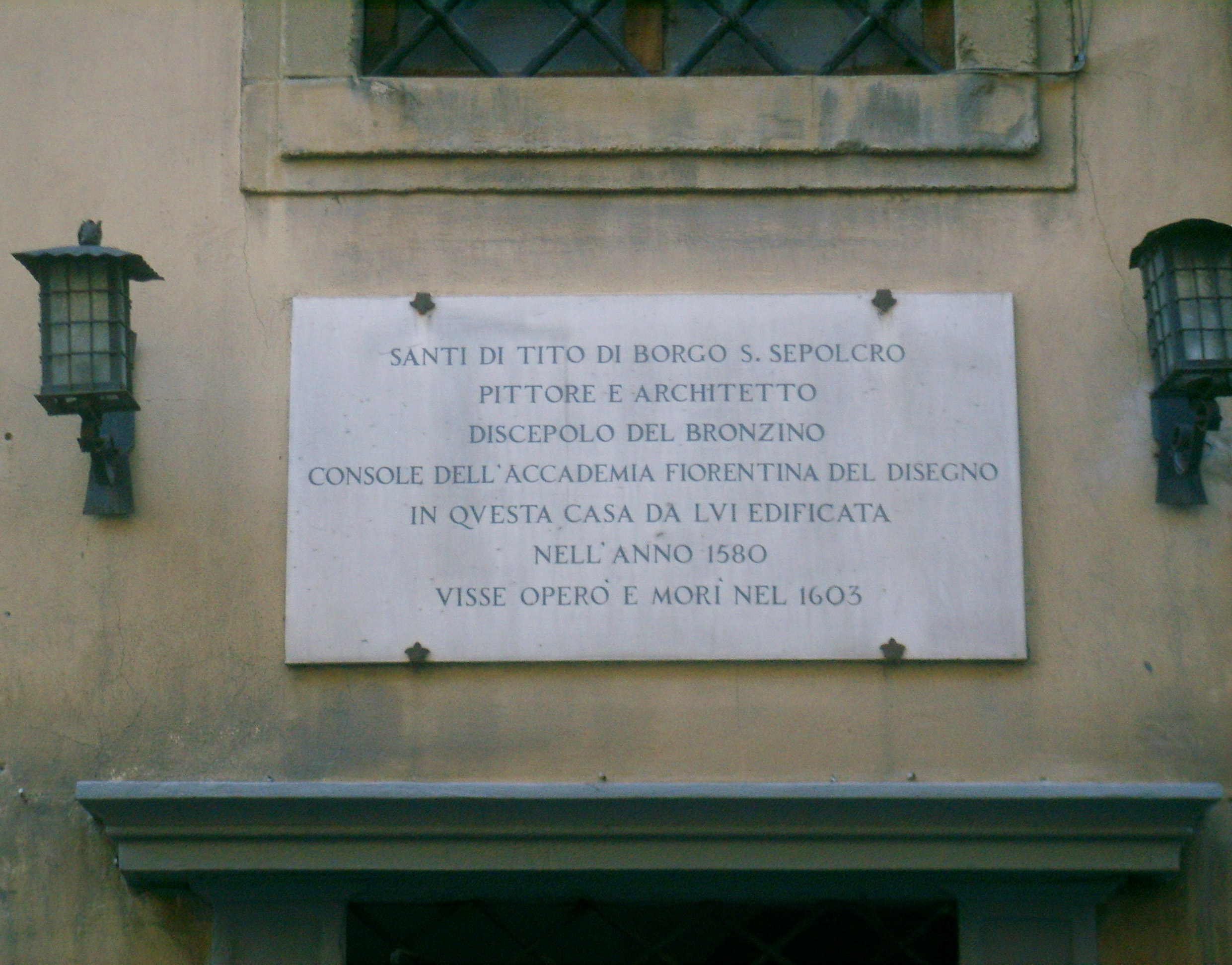
Inscription sur sa maison
Via delle Ruote à Florence

Formé à Florence à l'atelier de Sebastiano da Montecarlo il y  rencontre Agnolo Bronzino et Baccio Bandinelli. En 1554, il s'inscrit à la compagnia di San Luca, la corporation florentine des peintres, mais on sait peu de sa production de cette époque.
Il voyage à Rome de 1558 à 1564 où il peut s'affronter aux talents plus modernes du maniérisme (le classicisme des disciples de Raphaël) et aux œuvres florentines de Francesco Salviati. Il rencontre aussi la peinture de Taddeo Zuccari. Dans la ville papale, il œuvre dans les entreprises décoratives les plus importantes du moment, comme le Palazzo Salviati en 1559, le Belvédère au  Vatican avec Niccolò Pomarancio (1561-1562), le Casino de Pie IV auprès de Federico Zuccaro (1561-1565).
Revenu à Florence, ses premières œuvres  empruntent encore les conventions typiques de la manière romaine, comme dans sa Résurrection à Santa Croce (1565). Sa personnalité de peintre émerge quand il s'oriente vers une simplification de son style par retour à la simplicité et à la sobriété du début du Cinquecento florentin. C'est une forme de purisme qu'il maintient jusqu'à ses œuvres plus tardives et qui caractérise la peinture florentine au moins jusqu'à l'arrivée en ville de Pietro da Cortona.
Il est accueilli à la cour des Médicis et participe activement à la vie de la compagnia di San Luca, en préparant  les obsèques de Michel-Ange, ensuite en peignant la fresque de La Construction du Temple de Salomon dans la chapelle de la compagnie à la Santissima Annunziata.
Dans les années 1570, déjà impressionné par le climat spirituel qui suit le Concile de Trente, il commence une peinture aux coloris doux et aux compositions familières, qui rappelle Andrea del Sarto et les Florentins du XVe siècle. Il travaille au Studiolo de François Ier de Médicis, où ses peintures révèlent ses choix formels, manifestes même dans une série de retables en diverses églises florentines : la Résurrection de Lazare à Santa Maria Novella (1576), le Martyre de saint Étienne dans l'église Saints-Gervais-et-Protais (1579), le Christ au Jardin des Oliviers  à l'église Santa Maria Maddalena de la Pazzi (1591), la Vision de Saint Thomas d'Aquin  à San Marco (1593) et l'Annonciation à Santa Maria Novella (1603).
Son fils Tiberio Titi (Florence, 1578-1637) fut également un peintre apprécié.
Il a eu, entre autres, Cosimo Gamberucci, Gregorio Pagani et Andrea Boscoli comme élèves.

## Quelques œuvres
- Ensemble de la série sur les âges de la vie, présent au Musée Fesch à Ajaccio

### Musée des Beaux-Arts de Chambéry
- Plusieurs crucifixions dont une avec la Vierge, saint Jean, Marie-Madeleine et saint François de Paule
- Portrait de vieillard, huile sur bois, 51 × 38,5 cm[2]
- Portrait de femme âgée, huile sur toile, 44 × 29 cm (de sa main)[3]
- Portrait de femme (de son atelier)

### ÀParis
- Tobie et l’Ange (1575), déambulatoire côté gauche, 3e chapelle de l'église Saint-Eustache (Paris)
- Descente de croix, plume, lavis brun et gouache blanche, H. 0,215 ; L. 0,176 m, Beaux-Arts de Paris[4]. Cette feuille est à mettre en relation avec  le tableau de La Déposition du Christ, signé et daté des années 1590 (localisation inconnue)[5].

### ÀFlorence
- La Métamorphose en peuplier des sœurs de Phaéton Studiolo du Palazzo Vecchio
- Museo Civico di Sansepolcro :  Annunciazione, Bianca Capello, Pietà, Riposo durante la fuga in Egitto
- Le Christ mort pleuré par la Vierge, saint Jean-Baptiste, sainte Catherine d'Alexandrie et Baldassare Suarez (1575-1580), huile sur bois, 200 × 168 cm, galerie de l'Académie, Florence. Commande de Baldassare Suarez, chevalier de l'Ordre de saint Étienne, pour la chapelle de la Forteresse de Basso[6].
- Portrait posthume de Nicolas Machiavel, huile sur toile, Palazzo Vecchio, Florence
- Vision de St Thomas Aquin (1593), huile sur panneau, 362 × 233 cm, Couvent San Marco, Florence[7]
- Les Anges musiciens, fresque  à la Cathédrale Santa Maria del Fiore au dessus du portail central[8]

Diverses peintures
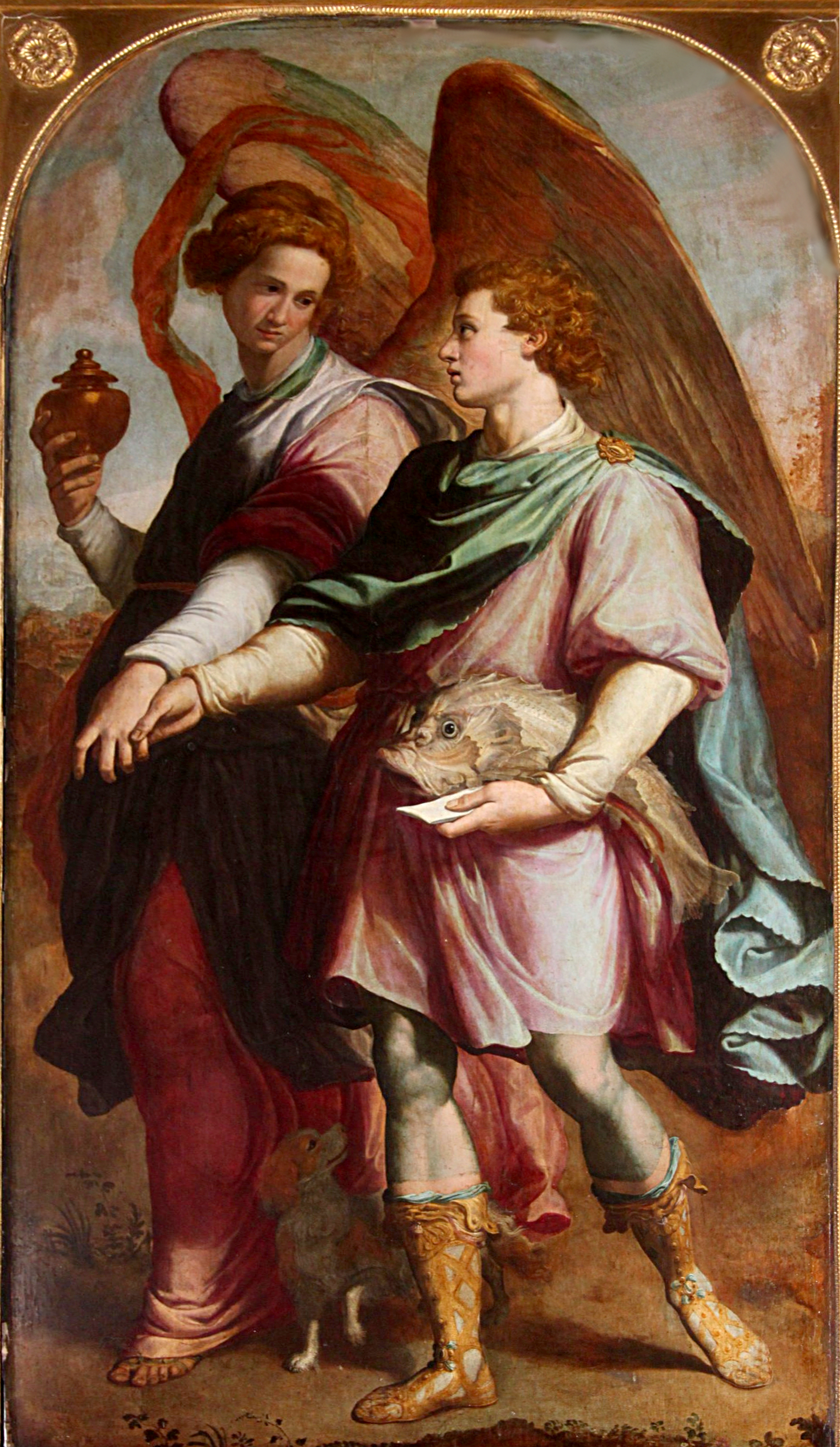
Tobie et l'ange, 1575 Église Saint-Eustache de Paris.
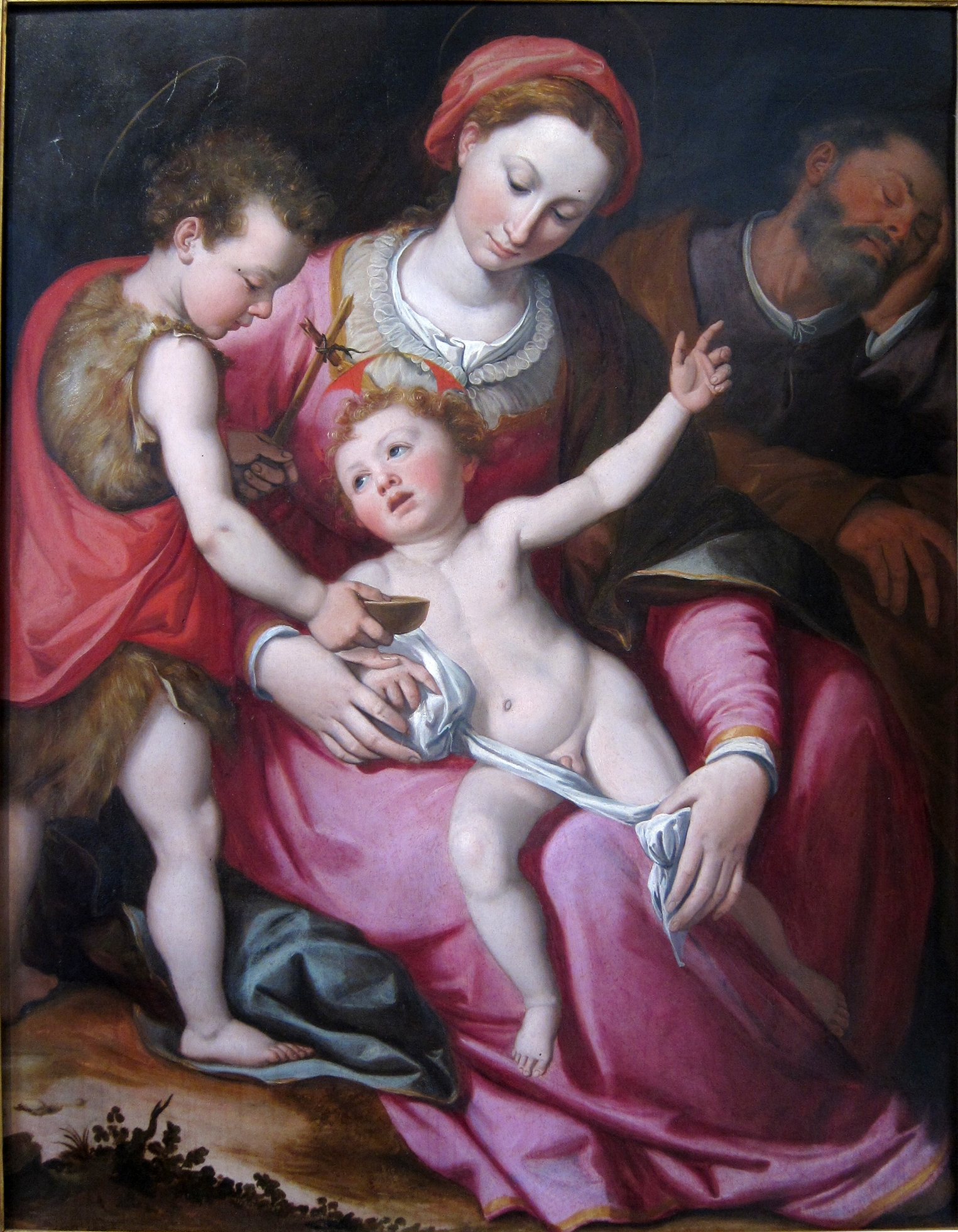
Sainte famille Musée Fesch, Ajaccio.
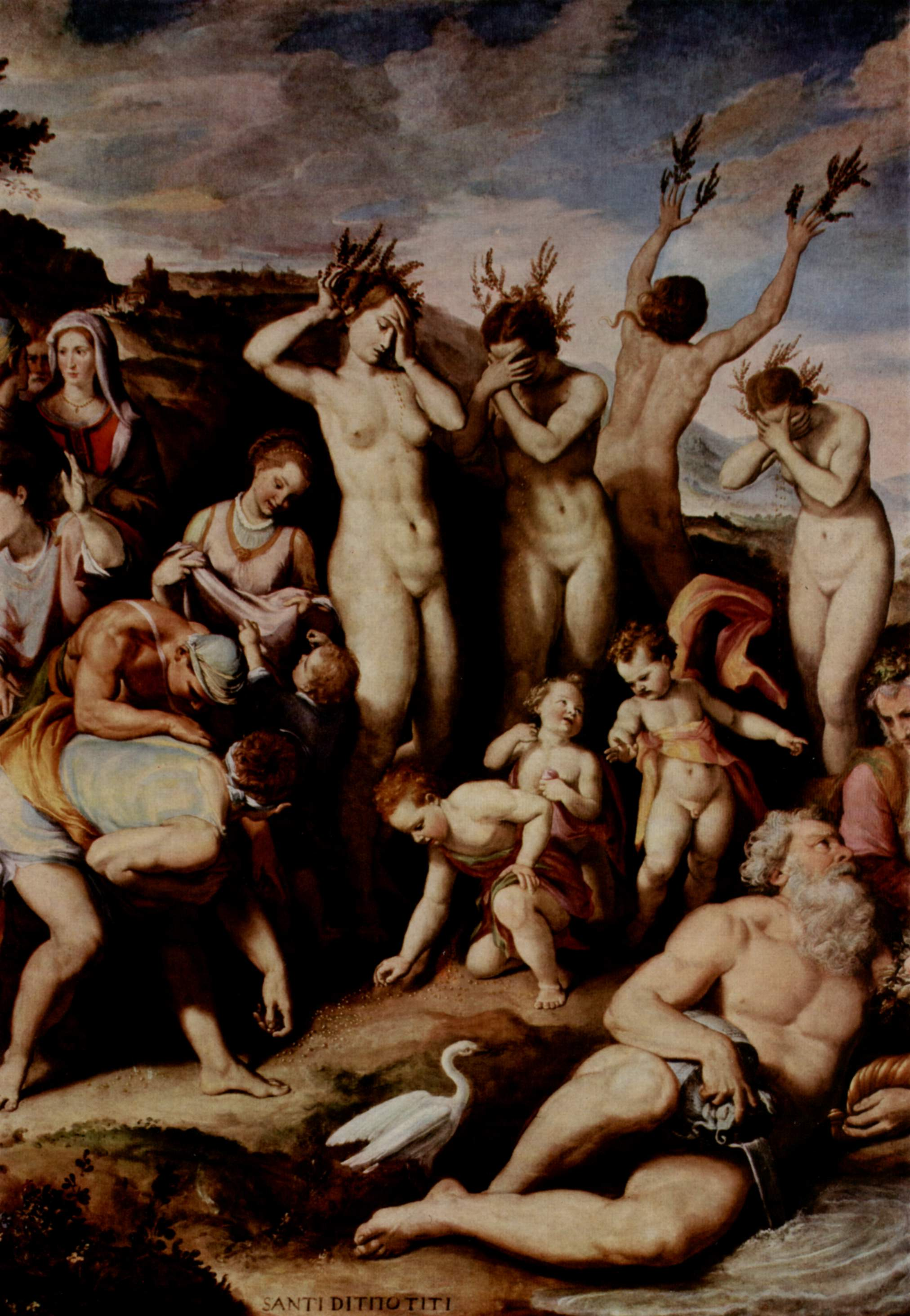
La Métamorphose en peuplier des sœurs de Phaéton Studiolo du Palazzo Vecchio, Florence.
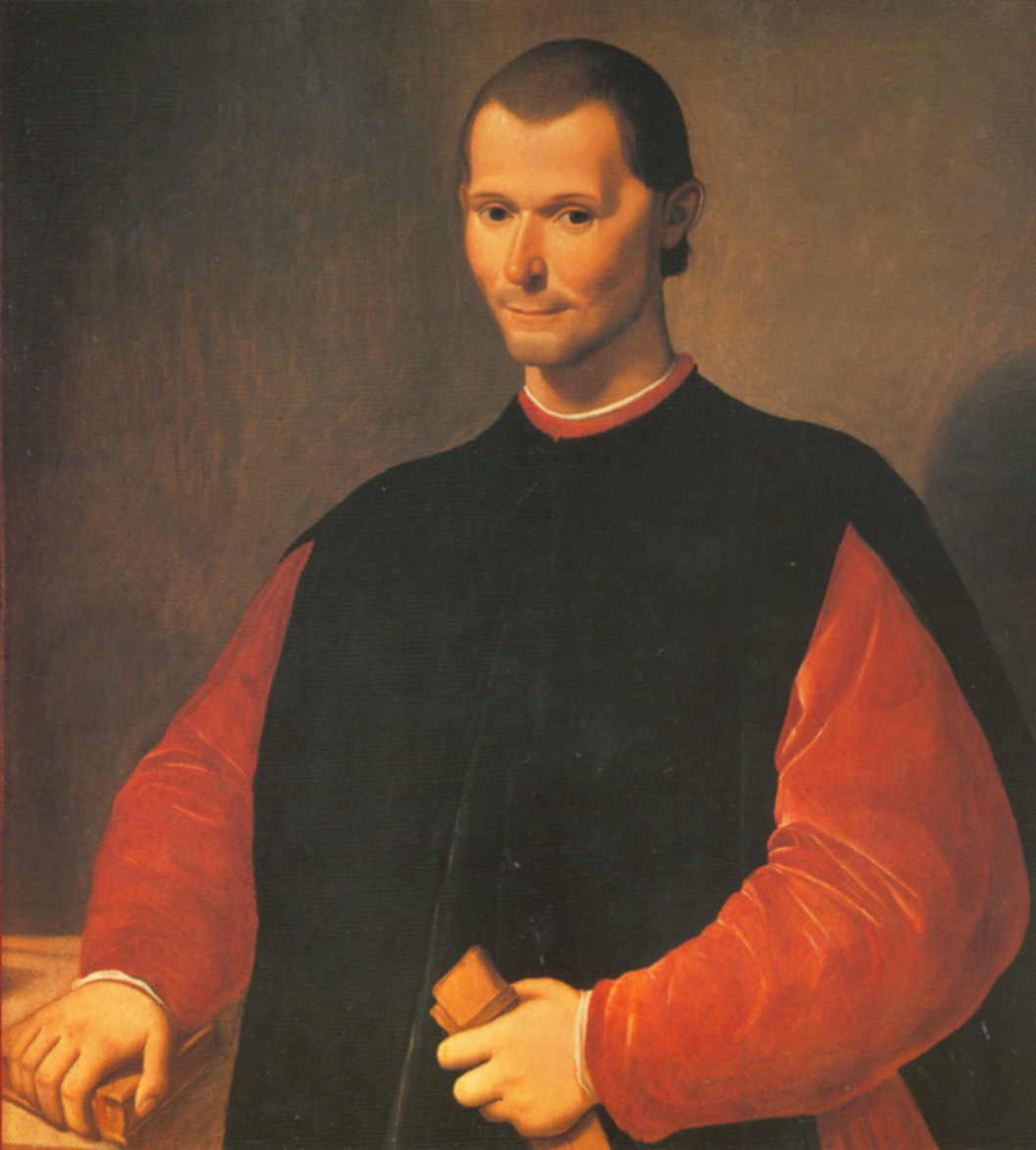
Nicolas Machiavel Palazzo Vecchio, Florence.
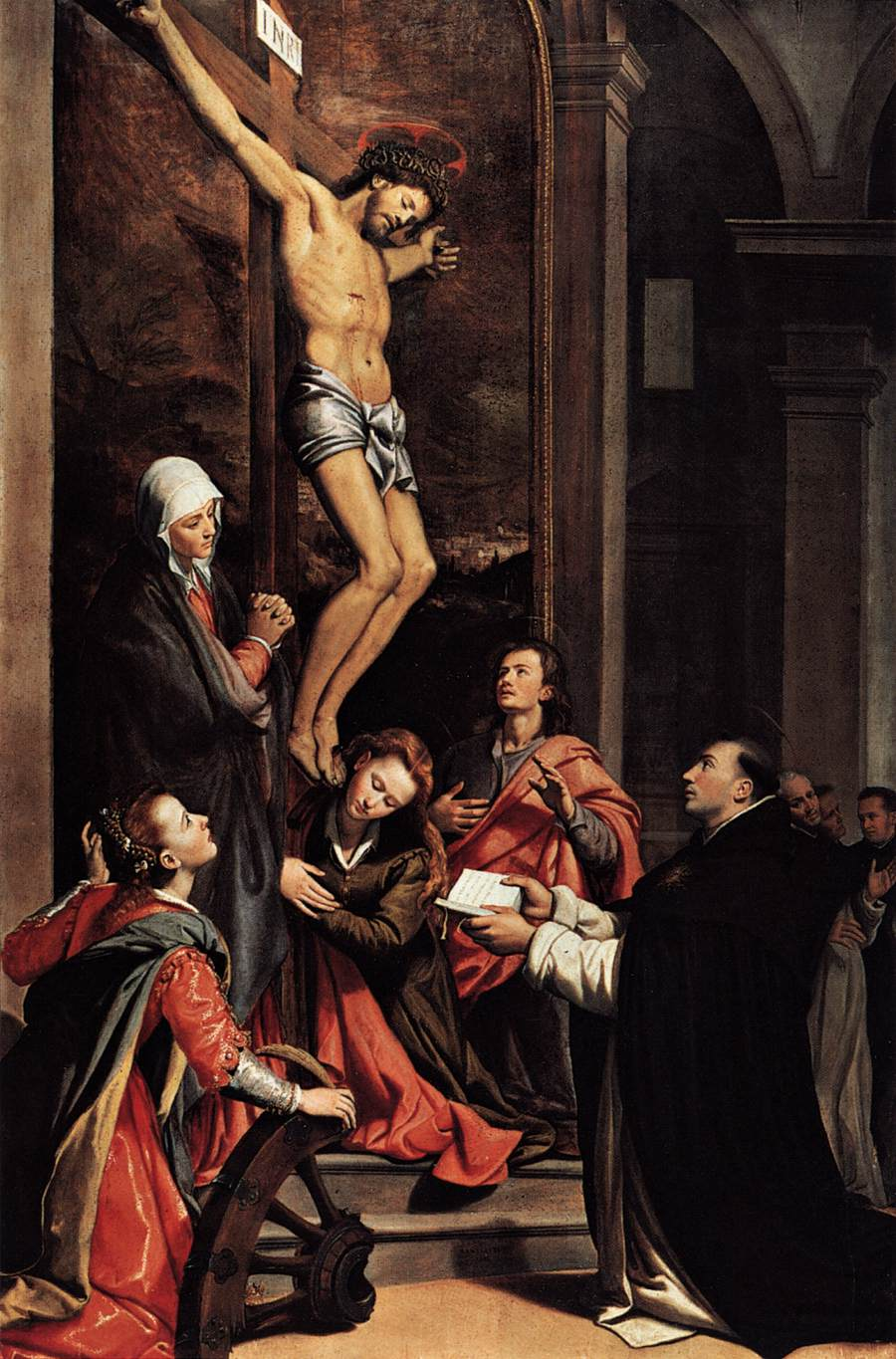
Vision de St Thomas d'Aquin, 1593 Couvent San Marco, Florence.